# 遠藤汐
遠藤 汐（えんどう うしお、1975年2月23日 - ）は、東京都出身のゲームクリエイター。主に企画、演出、ディレクター、プロデューサー。コンシューマー作品での名義は不明。旧所属先のスタッフ情報によると、SCEIやSEGAといった大手で活躍していたが突如美少女業界に転身。ゆい工房に所属しいくつものブランドを立ち上げてきたが、2007年末退職。その後(株)Include incの取締役としてゲーム制作やライトノベルの編集業、イラストレーター発掘などに邁進していたが、こちらも2013年中盤に退職。現在はフリーでゲーム業界及びライトノベル業界で活動をしている。

## 概略
大量のアニメカットを使用して臨場感のあるゲーム、構図を得意とする他、立ち絵でも派手なエフェクトを用いずに効果的な絵作りをしていたゲームクリエイターである。美少女ゲーム演出の黎明期における名声は他社にあるものの、その根底を支えた重要な一人物である。
昨今は制作していないものの、ainosやErogos及びsognaなどに代表されるセルアニメーションを用いたアダルトゲーム制作の第一人者であった。またアニメカットの他、いわゆる立ち絵画面でも背面や複数サイズの絵を用いて2Dゲームに奥行き表現を付け始めた人物でもある。これは後のADVゲームでのデファクトスタンダードとなり、ゆい工房退職後も、各社の演出を引き受けている。
この他、人物の選別能力と育成に優れており、彼と深く関わったスタッフの多くが有名になっている。
絵描きではマクロスFでキャラクターデザインを勤めるまでになった江端里沙やD.C.II 〜ダ・カーポII〜で活躍したかゆらゆか、アニメキャラクターデザイナー藤井昌宏、漫画家牧だいきち、音楽方面でも電気式華憐音楽集団や妖精帝國などとゆかりが深い（一時同じ事務所に在籍していた）。
かつて所属していたErogosブランドではその作品性加え、低価格・シリーズ化・毎月販売・購入対象をあえてタイトルの時点で明確にするなど、マーケティングを強く意識した販売方法をとっていた。 また、Erogosのシリーズ路線の登場後、他社が同路線を歩もうとして失敗した例がいくつかあることからも、クリエイティブ・プロデュースの両面に長けているばかりでなく、プロジェクトに対する遂行能力の高さが窺える。
制作スケジュールが不規則、延期しがちなゲーム業界において、管理次第によっては毎月であろうとリリースを続けられることを証明したのはある種の功績である。
作品の傾向としては「陵辱系」及び「コメディ系」という両極端な二種を得意としている。 また、関与作品のスタッフロール記述から、シナリオライターやグラフィッカー、音響監督、ムービー制作なども務めていることが見てとれ、作業範囲の広さも特徴である。

## 主な作品

### サーカス系列
- 空を飛ぶ、3つの方法。（一部演出）
- D.C.II P.S. 〜ダ・カーポII〜 プラスシチュエーション（演出）
- Princess Party 〜プリンセスパーティー〜（サブディレクター）

### ニトロプラス
- スマガSP（演出）
- 村正（演出）
- アザナエル（演出）
- ソニコミ（演出）
- 君と彼女と彼女の恋。（演出）

### Erogos
- らぶフェチシリーズ 全六本（監督）
- らぶフェチ TG版シリーズ 全六本（監督）
- らぶフェチ 第二期シリーズ 全三本（監督）
- まほ☆たまシリーズ 全六本（監督）
- 淫シリーズ 全六本（監督）

### ジャム・クリエーション
- eye's ONLY その輝きは眩しさに満ちて（脚本・ディレクション）
- ぽこぽこ軍将 棚からこぼれたストーリー（スクリプト・グラフィック）
- ゆうれいは同居人!?（脚本・ディレクション）
- ぽこぽこ軍将2 -いっつ・あ・りある・わ〜るど-（スクリプト・グラフィック）
- ぽこぽこ軍将TG 全13本（スクリプト・グラフィック）
- ももいろパラダイス 〜住み込みバイト 恋愛付〜（ディレクション）
- 罪罰（スクリプト）
- 女経営者 絵里子（脚本・ディレクション）

### J.C.STAFF
- 藍より青し～春夏～（ディレクション）
- 藍より青し～秋冬～（ディレクション）

### ソニア
- VIPER -M3- 3.2（不明）

### その他
- 聖獣魔伝ビースト&ブレイド
- アークザラッドシリーズ

以上二点はゆい工房のスタッフ紹介より引用。共に詳細のシリーズ番号など一切不明である